# Josh Kochhann

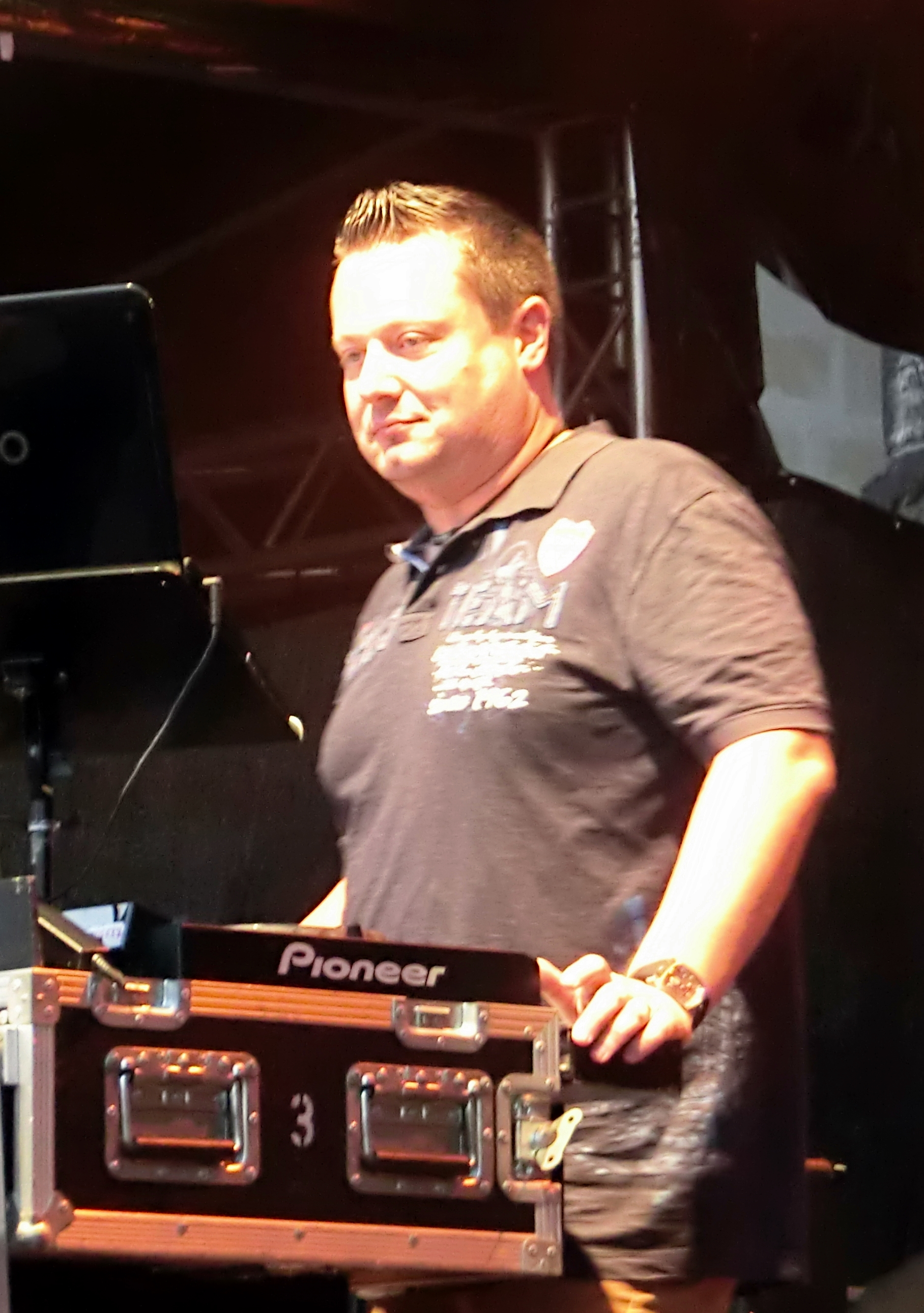
Josh Kochhann, 2013

Joachim „Josh“ Kochhann (* 23. August 1975 in Koblenz) ist ein deutscher Hörfunkjournalist und DJ. 

## Leben
Nach dem Fachabitur Wirtschaft 1995 studierte Joachim Kochhann ab 1996 Medien- und Informationswesen an der FH Offenburg. Das Studium schloss er 2001 als Diplom-Ingenieur (FH) Medien ab. 
Bereits während seines Studiums war Josh Kochhann für verschiedene Radiosender tätig, darunter von 1996 bis 1997 bei Hitradio Ohr und von 1997 bis 1999 beim damals im Aufbau befindlichen Sender Dasding. Seit 1997 arbeitet er als Redakteur, Reporter und DJ für den Südwestrundfunk, zunächst für SWF3, ab 1998 für dessen Nachfolger SWR3. Im Radioprogramm ist er unter anderem als „Handyman“ für die Berichterstattung zum Thema Mobiltelefonie zuständig. 
Besondere Bekanntheit erlangte er durch zahlreiche Auftritte als DJ bei Live-Veranstaltungen von SWR3, wie SWR3 goes clubbing und SWR3 DanceNight.